# Список умерших в 855 году

## Июль
- 17 июля — Лев IV, Папа Римский (847—855).

## Август
- 2 августа — Ахмад ибн Ханбаль (74), исламский учёный-богослов, хадисовед, правовед, четвёртый из четырёх имамов канонических суннитских школ, основатель и эпоним ханбалитского мазхаба.

## Сентябрь
- 29 сентября:
  - Лотарь I, император Запада (817—855) из династии Каролингов, король Баварии (814—817), король Италии (818—843), король Средне-Франкского королевства (843—855);
  - Хартгарий, епископ Льежа (840/841—855).

## Ноябрь
- 20 ноября — Феоктист, византийский государственный деятель, крупный политик, де-факто занимавший пост начальника регентского совета при малолетнем императоре Михаиле III.

## Декабрь
- 8 декабря — Дрого (54), епископ Меца (823—855), внебрачный сын императора Карла Великого от наложницы Регины[1].
- 15 декабря — Фольквин Теруанский, епископ Теруана (816/817—855), католический святой.

## Дата смерти неизвестна или требует уточнения
- Ибн Кулляб, исламский богослов из Басры[2].
- Кинген ап Каделл, король Поуиса (808—855).
- Сико, князь Салерно (851—853).
- Элисет ап Кинген, наследный принц Поуиса, сын его последнего правителя из старой династии, Кингена ап Каделла.
- Яхья ибн Асад, саманидский правитель Шаша (819—855) и Самарканда (851/852-855).